# 韋恩斯科特 (紐約州)
韋恩斯科特（英語：Wainscott）是位於美國紐約州薩福克縣的普查規定居民點。

## 人口
根據2020年美國人口普查的數據，韋恩斯科特的面積為20.54平方千米，當中陸地面積為17.45平方千米，而水域面積為3.09平方千米。當地共有人口904人，而人口密度為每平方千米44.01人。